# Max Puchat
Max Puchat (Breslau, 8 de gener de 1859 - 12 d'agost de 1919) fou un compositor alemany del Romanticisme.
Fou deixeble de Friedrich Kiel a Berlín, on el 1884 aconseguí el premi Mendelssohn, i el 1896 se'l nomenà director de la Societat d'Oratoris de Paderborn. Traslladat a Milwaukee, on se li confià la direcció de la Societat Musical Alemanya.
Entre les seves composicions hi figuren: Fuga solemnis, per a orquestra, els poemes simfònics Euphorion (1888); Leel und Ideal i Tragödie eines Künstlers (1894), diversos lieder, obertures, etc.